# Liste der estnischen Meister in der Nordischen Kombination
Die Liste der estnischen Meister in der Nordischen Kombination listet die Sieger sowie die Zweit- und Drittplatzierten in der Nordischen Kombination bei den nationalen Meisterschaften in Estland seit 1935 auf.

## Wettbewerbe
Von 1935 bis 1979 wurde lediglich ein Einzelwettbewerb für Männer ausgetragen. Zwischen 1980 und 1988 wurden Mannschaftsrennen mit je drei Teilnehmern veranstaltet. Von 1999 bis zum Jahr 2006 waren Sprintwettbewerbe Teil der nationalen Meisterschaften. Außerdem wurden zwischen 2009 und 2013 jährlich (außer 2010) Titel im Teamsprint vergeben.
Seit 2015 werden auch für Frauen nationale Meisterschaften veranstaltet.
Seit 1964, seit 2016 auch für Frauen, werden auch Titel im Sommer vergeben. Hierbei beschränken sich die Wettbewerbe aber auf ein Einzel. Lediglich in den Jahren 2008 (Sprint), sowie 2010 und 2011 (Teamsprint) wurden weitere Entscheidungen bei den Wettbewerben ausgetragen.

## Winter

### Männer

#### Einzel
| Jahr | Austragungsort   | Meister                 | Vize                | Dritter             |
| ---- | ---------------- | ----------------------- | ------------------- | ------------------- |
| 1935 | Tallinn-Mustamäe | Otto Tamm (1)           | Sergei Schumeiko    | Konrad Kiili        |
| 1937 | Viljandi         | Aleksander Peepre (1)   | Evald Grahv         | August Sinimeri     |
| 1938 | Tallinn-Mustamäe | Otto Tamm (2)           | Aleksander Peepre   | Boris Saame         |
| 1940 | Tallinn-Nõmme    | Aleksander Peepre (2)   | Villem Känd         | Helmut Meier        |
| 1941 | Tallinn          | Aleksander Peepre (3)   | Johannes Altsoo     | Villem Känd         |
| 1945 | Võru             | Karl Lont               | Evald Tupits        | Paul Pahla          |
| 1946 | Viljandi         | Hugo Kaselaan (1)       | Paul Pahla          | Karl Lont           |
| 1947 | Võru             | Hugo Kaselaan (2)       | Paul Pahla          | Karl Vesterstein    |
| 1949 | Kääriku          | Karl Vesterstein        | Hugo Kaselaan       | Raimond Ranna       |
| 1950 | Võru-Kubija      | Paul Pahla (1)          | Hugo Kaselaan       | Endel Kull          |
| 1951 | Võru-Kubija      | Paul Pahla (2)          | Uno Aavola          | Hugo Kaselaan       |
| 1952 | Tallinn          | Ants Aavola             | Osvald Mõttus       | Elmot Heido         |
| 1953 | Võru-Kubija      | Uno Aavola (1)          | Johannes Peets      | Uno Kajak           |
| 1954 | Otepää           | Uno Aavola (2)          | Hugo Kaselaan       | Osvald Mõttus       |
| 1955 | Otepää           | Uno Kajak (1)           | Uno Aavola          | Hugo Kaselaan       |
| 1956 | Otepää           | Raimond Mürk (1)        | Uno Aavola          | Peeter Saar         |
| 1957 | Otepää           | Boriss Stõrankevitš (1) | Valev Aluvee        | Heido Meema         |
| 1958 | Võru-Kubija      | Valev Aluvee            | Uno Kajak           | Lembit Tiganik      |
| 1959 | Otepää           | Raimond Mürk (2)        | Valev Aluvee        | Boriss Stõrankevitš |
| 1960 | Võru-Kubija      | Vello Laev              | Ants Kõiv           | Heido Meema         |
| 1961 | Kavgolovo        | Uno Kajak (2)           | Boriss Stõrankevitš | Dieter Treumann     |
| 1962 | Otepää           | Uno Kajak (3)           | Boriss Stõrankevitš | Raimond Mürk        |
| 1963 | Otepää           | Boriss Stõrankevitš (2) | Vello Meema         | Heido Meema         |
| 1964 | Otepää           | Heido Meema             | Boriss Stõrankevitš | Dieter Treumann     |
| 1965 | Otepää           | Tõnu Haljand (1)        | Dieter Treumann     | Vello Kuus          |
| 1966 | Võru-Kubija      | Tõnu Haljand (2)        | Hasso Jüris         | Dieter Treumann     |
| 1967 | Kavgolovo        | Harry Arv               | Hasso Jüris         | Raivo Salusaar      |
| 1968 | Otepää           | Tõnu Haljand (3)        | Rene Meimer         | Hasso Jüris         |
| 1969 | Otepää           | Tõnu Haljand (4)        | Harry Arv           | Rein Kolks          |
| 1970 | Otepää           | Hasso Jüris (1)         | Tiit Talvar         | Tiit Tamm           |
| 1971 | Otepää           | Hasso Jüris (2)         | Tiit Tamm           | Tõnu Haljand        |
| 1972 | Otepää           | Tõnu Haljand (5)        | Tiit Talvar         | Paul Männik         |
| 1973 | Otepää           | Tiit Talvar (1)         | Tiit Tamm           | Tõnu Haljand        |
| 1974 | Otepää           | Tiit Talvar (2)         | Tiit Tamm           | Silver Eljand       |
| 1975 | Otepää           | Tiit Tamm (1)           | Tiit Talvar         | Tõnu Haljand        |
| 1976 | Otepää           | Tiit Talvar (3)         | Hasso Jüris         | Tõnu Haljand        |
| 1977 | Otepää           | Tiit Tamm (2)           | Hasso Jüris         | Silver Eljand       |
| 1978 | Otepää           | Kalev Aigro (1)         | Hasso Jüris         | Andres Kõrve        |
| 1979 | Otepää           | Tiit Tamm (3)           | Kalev Aigro         | Lembit Tagel        |
| 1980 | Otepää           | Kalev Aigro (2)         | Tiit Heinloo        | Enn Talumets        |
| 1981 | Otepää           | Fjodor Koltšin          | Tiit Heinloo        | Kalev Aigro         |
| 1982 | Otepää           | Tiit Heinloo            | Kalev Aigro         | Lembit Tagel        |
| 1983 | Otepää           | Kalev Aigro (3)         | Margus Kangur       | Jaan Vene           |
| 1984 | Otepää           | Mihkel Mürk             | Margus Kangur       | Tõnu Kroon          |
| 1985 | Otepää           | Kalev Aigro (4)         | Jaan Vene           | Rain Pärn           |
| 1986 | Otepää           | Kalev Aigro (5)         | Mihkel Mürk         | Jaan Vene           |
| 1987 | Otepää           | Rain Pärn               | Taivo Tigane        | Toomas Tiru         |
| 1988 | Otepää           | Ago Markvardt (1)       | Kalev Aigro         | Ilmar Aluvee        |
| 1991 | Otepää           | Toomas Tiru             | Ilmar Aluvee        | Janek Solodin       |
| 1992 | Otepää           | Ilmar Aluvee            | Janek Solodin       | Magnar Freimuth     |
| 1993 | Otepää           | Allar Levandi           | Peter Heli          | Roomet Pikkor       |
| 1994 | Otepää           | Magnar Freimuth (1)     | Ago Markvardt       | Ilmar Aluvee        |
| 1995 | Otepää           | Ago Markvardt (2)       | Ego Kärema          | Ilmar Aluvee        |
| 1996 | Otepää           | Ago Markvardt (3)       | Magnar Freimuth     | Tambet Pikkor       |
| 1997 | Otepää           | Magnar Freimuth (2)     | Ilmar Aluvee        | Tambet Pikkor       |
| 1998 | Otepää           | Tambet Pikkor (1)       | Roomet Pikkor       | Ilmar Aluvee        |
| 1999 | Otepää           | Villu Teder (1)         | Rauno Pikkor        | Jens Salumäe        |
| 2000 | Otepää           | Villu Teder (2)         | Rauno Pikkor        | Roomet Pikkor       |
| 2001 | Otepää           | Roomet Pikkor           | Rauno Pikkor        | Tambet Pikkor       |
| 2002 | Otepää           | Rauno Pikkor            | Tambet Pikkor       | Vahur Tasane        |
| 2003 | Otepää           | Vaiko Leetoja           | Arno Halapuu        | Heiko Lind          |
| 2004 | Otepää           | Tambet Pikkor (2)       | Vaiko Leetoja       | Vahur Tasane        |
| 2005 | Otepää           | Tambet Pikkor (3)       | Vahur Tasane        | Kaarel Piho         |
| 2006 | Otepää           | Tambet Pikkor (4)       | Kaarel Piho         | Karl-August Tiirmaa |
| 2007 | Otepää           | Kaarel Piho             | Kaarel Nurmsalu     | Kail Piho           |
| 2009 | Otepää           | Karl-August Tiirmaa (1) | Kaarel Nurmsalu     | Kail Piho           |
| 2010 | Otepää           | Kaarel Nurmsalu         | Karl-August Tiirmaa | Kail Piho           |
| 2011 | Otepää           | Kail Piho               | Karl-August Tiirmaa | Han-Hendrik Piho    |
| 2012 | Otepää           | Han-Hendrik Piho (1)    | Karl-August Tiirmaa | Tanel Levkoi        |
| 2013 | Otepää           | Han-Hendrik Piho (2)    | Kail Piho           | Kristjan Ilves      |
| 2015 | Otepää           | Karl-August Tiirmaa (2) | Kristjan Ilves      | Tanel Levkoi        |
| 2017 | Otepää           | Kristjan Ilves (1)      | Han-Hendrik Piho    | Karl-August Tiirmaa |
| 2018 | Otepää           | Karl-August Tiirmaa (3) | Kail Piho           | Han-Hendrik Piho    |
| 2019 | Otepää           | Kristjan Ilves (2)      | Andreas Ilves       | Markkus Alter       |
| 2020 | Otepää           | Kristjan Ilves (3)      | Andreas Ilves       | Markkus Alter       |
| 2021 | Otepää           | Kristjan Ilves (4)      | Andreas Ilves       | Markkus Alter       |

#### Sprint
| Jahr | Austragungsort | Meister           | Vize          | Dritter       |
| ---- | -------------- | ----------------- | ------------- | ------------- |
| 1999 | Otepää         | Villu Teder       | Roomet Pikkor | Jens Salumäe  |
| 2000 | Otepää         | Tambet Pikkor (1) | Rauno Pikkor  | Villu Teder   |
| 2002 | Otepää         | Jens Salumäe      | Vahur Tasane  | Rauno Pikkor  |
| 2003 | Otepää         | Tambet Pikkor (2) | Vahur Tasane  | Vaiko Leetoja |
| 2004 | Otepää         | Kaarel Piho (1)   | Alar Asuküll  | Elmar Asuküll |
| 2005 | Otepää         | Kaarel Piho (2)   | Aldo Leetoja  | Alar Kukka    |
| 2006 | Otepää         | Tambet Pikkor (3) | Tanel Levkoi  | Aldo Leetoja  |

#### Mannschaft
| Jahr | Austragungsort | Meister                                                         | Vize                                                     | Dritter                                                  |
| ---- | -------------- | --------------------------------------------------------------- | -------------------------------------------------------- | -------------------------------------------------------- |
| 1980 | Otepää         | Otepää Dünamo IHeino Sõna Priit Teder Eero Eensalu              | Tallinna Dünamo IArbo Levandi Tiit Heinloo Allar Levandi | Otepää Dünamo IIKair Tammel Anatoli Viktorov Mihkel Mürk |
| 1981 | Otepää         | Tallinna IMargus Kangur Hillar Hein Tiit Heinloo                | Valga raj IAvo Tomingas Kalev Aigro Lembit Tagel         | Tallinna IIAnatoli Viktorov Allar Levandi Jarek Ruljand  |
| 1982 | Otepää         | Otepää DünamoEero Eensalu Lembit Tagel Kalev Aigro              | Tallinna KalevJarek Ruljand Kalev Liebert Kalle Hallik   | Tallinna DünamoKarl Spiegel Kair Tammel Allar Levandi    |
| 1985 | Otepää         | Tallinna IKair Tammel Rainer Tammet Allar Levandi               | Rakvere rajHillar Hein Eero Eensalu Kalev Aigro          | Tartu rajAndrus Ilves Olev Madi Rain Pärn                |
| 1987 | Otepää         | Tallinna Lenini raj LNSKRainer Tammet Janek Solodin Toomas Tiru | Tallinna DünamoMati Laiv Mart Ahun Mart Massur           | Valga raj DünamoR. Lehtmets Erki Talvar Taivo Tigane     |
| 1988 | Otepää         | Tartu raj Dünamo IAgo Markvardt Andrus Ilves Rain Pärn          | Tartu raj Dünamo IIAlo Raudik Toomas Ilves Hannes Naur   | Tallinna Dünamo IIlmar Aluvee Janek Solodin Jaak Luik    |

#### Teamsprint
| Jahr | Austragungsort | Meister                                   | Vize                                    | Dritter                                   |
| ---- | -------------- | ----------------------------------------- | --------------------------------------- | ----------------------------------------- |
| 2009 | Otepää         | SuK TelemarkAldo Leetoja Kaarel Nurmsalu  | SÜ Taevatäht IKail Piho Kaarel Piho     | Otepää SK IAlar Kukka Karl-August Tiirmaa |
| 2011 | Otepää         | SÜ TaevatähtKail Piho Han-Hendrik Piho    | Otepää SKAlar Kukka Karl-August Tiirmaa | Elva SuKKarl Mustjõgi Kristjan Ilves      |
| 2012 | Otepää         | SÜ TaevatähtKail Piho Han-Hendrik Piho    | Elva SuK IRauno Loit Kristjan Ilves     | Otepää SK IMihkel Oja Karl-August Tiirmaa |
| 2013 | Otepää         | SÜ Taevatäht IIMats Piho Han-Hendrik Piho | Elva SuK IRauno Loit Kristjan Ilves     | SÜ TaevatähtKail Piho Kaarel Piho         |

### Frauen

#### Einzel
| Jahr | Austragungsort | Meisterin             | Vize              | Dritte            |
| ---- | -------------- | --------------------- | ----------------- | ----------------- |
| 2015 | Otepää         | Sandra Sillaste       | Annemarii Bendi   | Triinu Hausenberg |
| 2016 | Otepää         | Triinu Hausenberg (1) | Annemarii Bendi   | Sandra Sillaste   |
| 2017 | Otepää         | Triinu Hausenberg (2) | Annemarii Bendi   | Meriliis Kukk     |
| 2018 | Otepää         | Annemarii Bendi (1)   | Triinu Hausenberg | Meriliis Kukk     |
| 2019 | Otepää         | Annemarii Bendi (2)   | Triinu Hausenberg | Stella Kivi       |

## Sommer

### Männer

#### Einzel
| Jahr | Austragungsort | Meister              | Vize                | Dritter             |
| ---- | -------------- | -------------------- | ------------------- | ------------------- |
| 1964 | Tallinn        | Uno Kajak            | Vello Kuus          | Boriss Stõrankevitš |
| 1965 | Tallinn        | Tõnu Haljand (1)     | Vello Kuus          | H. Počokins         |
| 1966 | Tallinn        | Tõnu Haljand (2)     | Raivo Salusaar      | Kalju Veski         |
| 1967 | Tallinn        | Tõnu Haljand (3)     | Hasso Jüris         | Harry Arv           |
| 1968 | Tallinn        | Arvi Sopp            | Andres Kõrve        | Silver Eljand       |
| 1970 | Tallinn        | Tõnu Haljand (4)     | Hasso Jüris         | Tiit Talvar         |
| 1971 | Tallinn        | Tõnu Haljand (5)     | Tiit Talvar         | Hasso Jüris         |
| 1972 | Tallinn        | Tõnu Haljand (6)     | Tiit Talvar         | Tiit Tamm           |
| 1973 | Otepää         | Tõnu Haljand (7)     | Tiit Talvar         | Hasso Jüris         |
| 1974 | Tallinn        | Tiit Talvar          | Rene Meimer         | Tõnu Haljand        |
| 1980 | Otepää         | Tiit Heinloo (1)     | Avo Tomingas        | Priit Teder         |
| 1981 | Otepää         | Tiit Heinloo (2)     | Lembit Tagel        | Avo Tomingas        |
| 1982 | Otepää         | Kalev Aigro (1)      | Tiit Heinloo        | Eero Eensalu        |
| 1983 | Otepää         | Kalev Aigro (2)      | Jaan Vene           | Taivo Tigane        |
| 1984 | Otepää         | Kalev Aigro (3)      | Jaan Vene           | Toomas Tiru         |
| 1985 | Otepää         | Kalev Aigro (4)      | Rain Pärn           | Kair Tammel         |
| 1986 | Otepää         | Kalev Aigro (5)      | Peter Heli          | Rain Pärn           |
| 1987 | Otepää         | Kalev Aigro (6)      | Peter Heli          | Rain Pärn           |
| 1988 | Otepää         | Kalev Aigro (7)      | Rain Pärn           | Ilmar Aluvee        |
| 1989 | Otepää         | Allar Levandi (1)    | Toomas Tiru         | Kalev Aigro         |
| 1990 | Otepää         | Toomas Tiru          | Ilmar Aluvee        | Peter Heli          |
| 1991 | Tallinn        | Allar Levandi (2)    | Peter Heli          | Ago Markvardt       |
| 1992 | Tallinn        | Ilmar Aluvee (1)     | Magnar Freimuth     | Peter Heli          |
| 1993 | Tallinn        | Ilmar Aluvee (2)     | Veiko Hõrak         | Kalle Talvar        |
| 1994 | Tallinn        | Magnar Freimuth (1)  | Ilmar Aluvee        | Peter Heli          |
| 1995 | Otepää         | Magnar Freimuth (2)  | Ago Markvardt       | Egon Kärema         |
| 1996 | Otepää         | Magnar Freimuth (3)  | Ago Markvardt       | Ilmar Aluvee        |
| 1997 | Otepää         | Magnar Freimuth (4)  | Ago Markvardt       | Tambet Pikkor       |
| 1998 | Otepää         | Tambet Pikkor (1)    | Magnar Freimuth     | Rauno Pikkor        |
| 1999 | Otepää         | Villu Teder          | Roomet Pikkor       | Jaak Lukk           |
| 2000 | Otepää         | Rauno Pikkor         | Tambet Pikkor       | Villu Teder         |
| 2001 | Otepää         | Tambet Pikkor (2)    | Rauno Pikkor        | Villu Teder         |
| 2002 | Otepää         | Tambet Pikkor (3)    | Rauno Pikkor        | Vahur Tasane        |
| 2003 | Otepää         | Vahur Tasane (1)     | Vaiko Leetoja       | Egert Malts         |
| 2004 | Otepää         | Vahur Tasane (2)     | Tambet Pikkor       | Kaarel Piho         |
| 2005 | Otepää         | Tambet Pikkor (4)    | Kaarel Piho         | Egert Malts         |
| 2006 | Otepää         | Tambet Pikkor (5)    | Tanel Levkoi        | Kaarel Piho         |
| 2008 | Otepää         | Kaarel Piho          | Kail Piho           | Kaarel Nurmsalu     |
| 2009 | Otepää         | Kaarel Nurmsalu (1)  | Aldo Leetoja        | Karl-August Tiirmaa |
| 2010 | Otepää         | Kaarel Nurmsalu (2)  | Kail Piho           | Aldo Leetoja        |
| 2011 | Otepää         | Kail Piho            | Karl-August Tiirmaa | Kaarel Piho         |
| 2012 | Otepää         | Han-Hendrik Piho (1) | Karl-August Tiirmaa | Kristjan Ilves      |
| 2013 | Otepää         | Han-Hendrik Piho (2) | Kristjan Ilves      | Karl-August Tiirmaa |
| 2014 | Otepää         | Karl-August Tiirmaa  | Han-Hendrik Piho    | Kristjan Ilves      |
| 2015 | Otepää         | Kristjan Ilves (1)   | Karl-August Tiirmaa | Han-Hendrik Piho    |
| 2016 | Otepää         | Kristjan Ilves (2)   | Han-Hendrik Piho    | Karl-August Tiirmaa |
| 2017 | Otepää         | Kristjan Ilves (3)   | Han-Hendrik Piho    | Karl-August Tiirmaa |
| 2018 | Otepää         | Kristjan Ilves (4)   | Andreas Ilves       | Karl-August Tiirmaa |
| 2019 | Otepää         | Robert Lee           | Andreas Ilves       | Markkus Alter       |
| 2020 | Otepää         | Andreas Ilves        | Han-Hendrik Piho    | Karl-August Tiirmaa |

#### Sprint
| Jahr | Austragungsort | Meister         | Vize         | Dritter   |
| ---- | -------------- | --------------- | ------------ | --------- |
| 2008 | Otepää         | Kaarel Nurmsalu | Aldo Leetoja | Kail Piho |

#### Teamsprint
| Jahr | Austragungsort | Meister                                 | Vize                                                     | Dritter                                           |
| ---- | -------------- | --------------------------------------- | -------------------------------------------------------- | ------------------------------------------------- |
| 2010 | Otepää         | Otepää SKAlar Kukka Karl-August Tiirmaa | SÜ Taevatäht Kail Piho Han-Hendrik Piho                  | Põhjakotkas / SuK TelemarkRauno Loit Aldo Leetoja |
| 2011 | Otepää         | SÜ Taevatäht Kail Piho Han-Hendrik Piho | Otepää SK / SuK TelemarkKarl-August Tiirmaa Aldo Leetoja | Elva SuKKarl Mustjõgi Kristjan Ilves              |

### Frauen

#### Einzel
| Jahr | Austragungsort | Meisterin             | Vize              | Dritte         |
| ---- | -------------- | --------------------- | ----------------- | -------------- |
| 2016 | Otepää         | Annemarii Bendi (1)   | Triinu Hausenberg |                |
| 2017 | Otepää         | Triinu Hausenberg (1) | Annemarii Bendi   | Carena Roomets |
| 2018 | Otepää         | Triinu Hausenberg (2) | Carena Roomets    |                |
| 2019 | Otepää         | Annemarii Bendi (2)   | Triinu Hausenberg | Carena Roomets |
| 2020 | Otepää         | Annemarii Bendi (3)   | Triinu Hausenberg | Carena Roomets |